# Opsion palaguensis
Opsion palaguensis är en tvåvingeart som beskrevs av Lane 1956. Opsion palaguensis ingår i släktet Opsion och familjen svampmyggor. Inga underarter finns listade i Catalogue of Life.